# Arthroleptella subvoce
Arthroleptella subvoce là một loài ếch thuộc họ Petropedetidae.
Đây là loài đặc hữu của Nam Phi.
Môi trường sống tự nhiên của chúng là thảm cây bụi kiểu Địa Trung Hải và đầm nước.
Chúng hiện đang bị đe dọa vì mất môi trường sống.